# Diògenes de Susiana
Diògenes de Susiana（en llatí Diogenes, en grec antic Διογένης) fou sàtrapa de Susiana durant el regnat d'Antíoc III el Gran.
Durant la revolta de Moló de Mèdia va defensar la ciutadella (arx) de Susa, mentre la ciutat mateixa era ocupada pel rebel. Moló va deixar un cos d'exèrcit assetjant a Diògenes i va retornar a Selèucia de Piera. Finalment quan la revolta va ser sufocada, Antíoc va recompensar a Diògenes amb el comandament de les forces militars establertes a Mèdia. L'any 209 aC quan Antíoc va perseguir al part Artaban I de Pàrtia cap a Hircània, Diògenes va rebre el nomenament de comandant de l'avantguarda, i es va distingir en tota la campanya. Els fets els narra Polibi.